# Sou Fujimoto
Sōsuke Fujimoto, detto Sou (藤本 壮介?, Fujimoto Sōsuke; Hokkaidō, 4 agosto 1971), è un architetto giapponese.
Laureatosi presso il dipartimento di architettura della facoltà di ingegneria dell'Università di Tokyo nel 1994, nel 2000 aprì il proprio studio, la "Sou Fujimoto Architects". È riconosciuto come uno dei principali e più noti progettisti di architettura contemporanea al mondo.

## Biografia
Dopo aver studiato architettura presso la facoltà di ingegneria dell'Università di Tokyo, decise a inizio carriera di concentrarsi su piccoli progetti che caratterizzarono immediatamente il suo stile. Nel 2000 fondò l'agenzia "Sou Fujimoto Architects". Successivamente lavorò come docente presso l'Università delle scienze di Tokyo, l'Università femminile Showa, l'Università di Kyoto, la Keio University e la stessa Università di Tokyo. I suoi lavori iniziarono a essere riconosciuti nel 2005, quando vinse agli Architectural Review Awards nella categoria "Giovani architetti internazionali", un premio che gli verrà assegnato per tre anni consecutivi. Nel 2006 vinse anche nella categoria "Top Prize". Nel 2008 fece parte della giuria per l'assegnazione degli stessi Architectural Review Awards e, sempre nel 2008, vinse il "premio AIJ" (organizzato dall'Architectural Institute of Japan) e il più alto riconoscimento al World Architecture Festival nella categoria abitazioni private. Nel 2009 la rivista Wallpaper lo fregiò del Design Award. Nel 2011 vinse il primo premio nel concorso organizzato dal Beton Hala Waterfront Center, mentre nel 2012 fece parte del team che si aggiudicò il Leone d'oro alla Mostra di architettura di Venezia. Fu inoltre il più giovane architetto a partecipare al progetto legato alla Serpentine Gallery di Londra, progettando il padiglione dell'edizione del 2013.
Fujimoto è riconosciuto come uno dei principali e più noti progettisti di architettura contemporanea al mondo. I suoi progetti traggono ispirazione dalla sua passione, coltivata in giovane età, per la non omogeneità e la deformazione degli ambienti, e sono caratterizzati da un approccio fresco e innovativo al rapporto tra spazio architettonico e corpo umano. Le sue creazioni sono in gran parte ispirate alla natura e gli stessi elementi naturali, quali foreste, grotte o nidi, rivestono un ruolo chiave nei suoi lavori.

## Progetti
- 2003: Dormitorio per portatori di handicap, Date (Hokkaidō)[7]
- 2005-2008: Final Wooden House, Kumamoto[8]
- 2005: T House, Maebashi (Gunma)[9]
- 2006: Centro psichiatrico di riabilitazione infantile, Date (Hokkaidō)[10]
- 2006: Casa di cura per anziani, Noboribetsu (Hokkaidō)[11]
- 2006: 7/2 House, Hokkaidō[12]
- 2007: House O, Tateyama (Chiba)[13][14]
- 2007: Tokyo Apartment, Tokyo[15]
- 2007-2009: House H, Tokyo[16]
- 2008: House N, Oita[17]
- 2008: Primitive Future House, Basilea (Svizzera)[18]
- 2008: Garden House, Tochigi[19]
- 2009: House before House, Utsunomiya, (Tochigi)[20]
- 2010: Biblioteca della Università d'arte Musashino, Tokyo[21]
- 2010: House OM, Yokohama[22]
- 2011: House NA, Tokyo[23]
- 2011: Museo della Università d'arte Musashino, Tokyo[21]
- 2012: House K, Nishinomiya (Hyōgo)[24]
- 2013: Padiglione della Serpentine Gallery, Londra (Inghilterra)[25]
- 2016: Padiglione della Reja, Tirana (Albania)

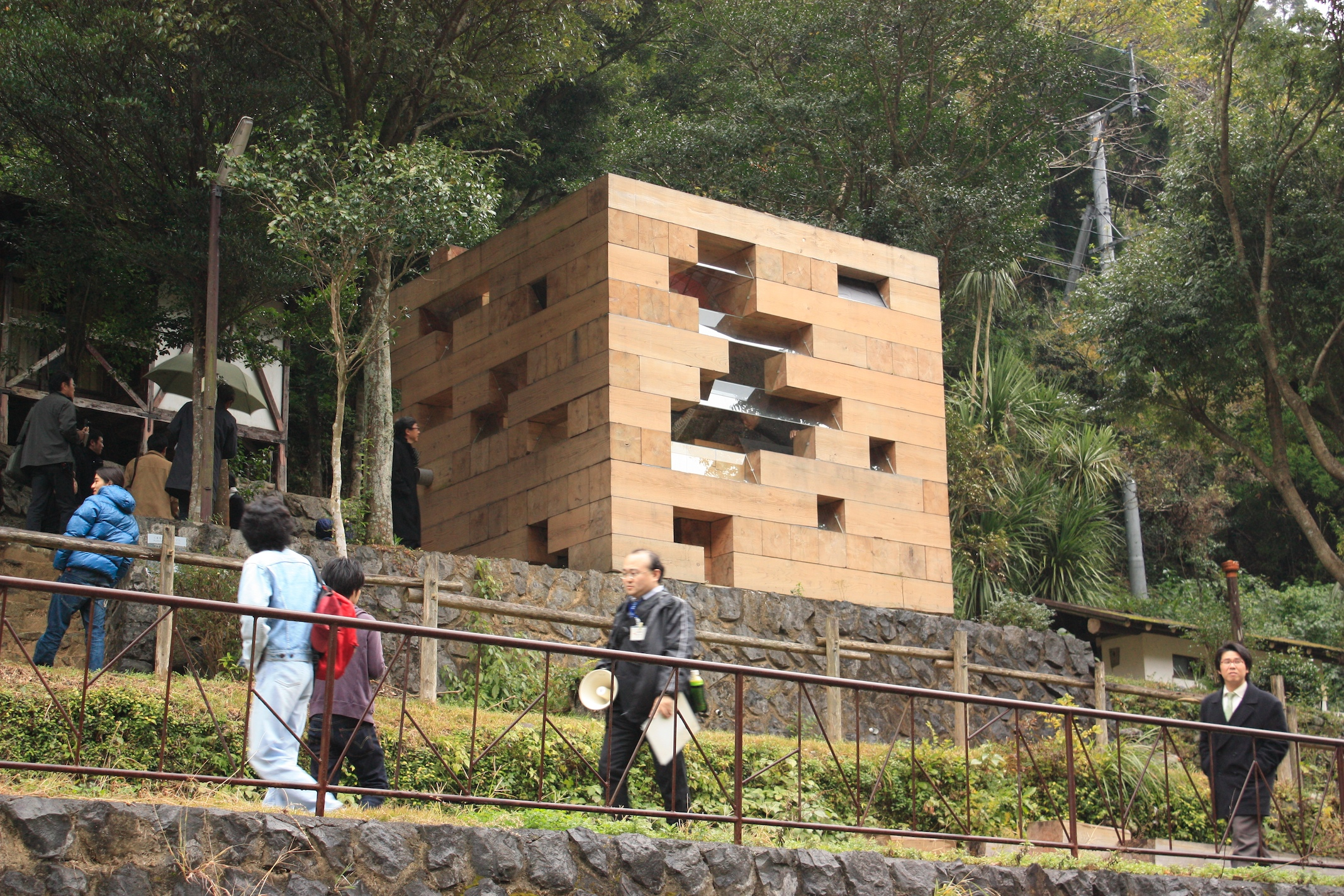
Final Wooden House, Kunamoto
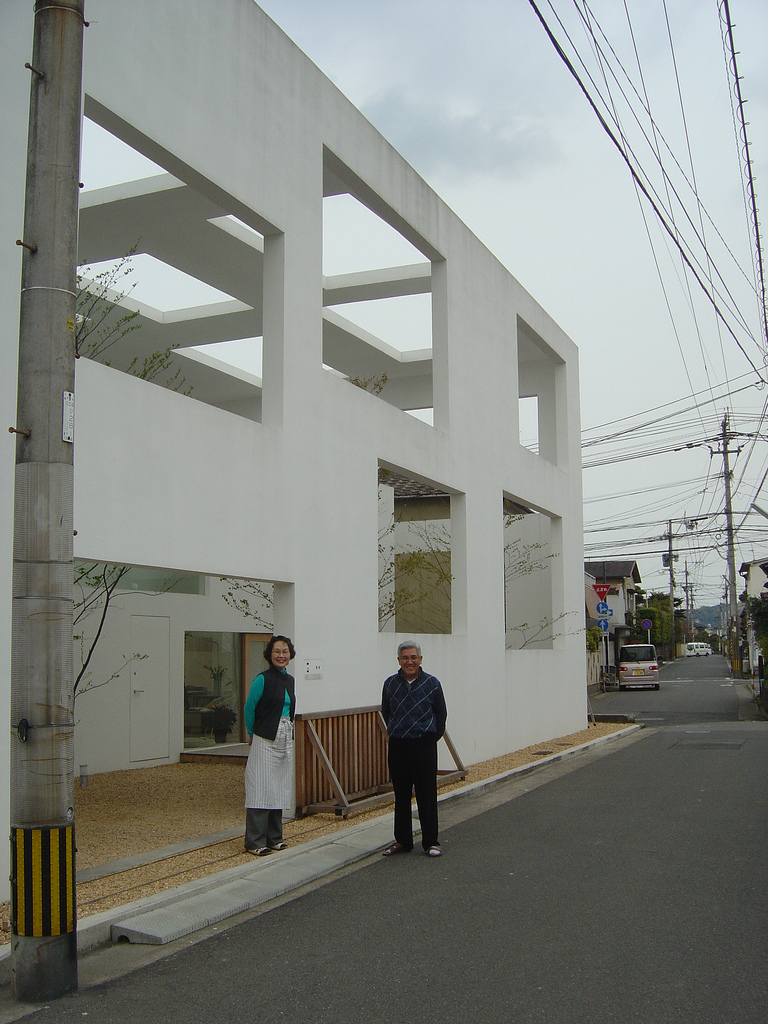
House N, Oita
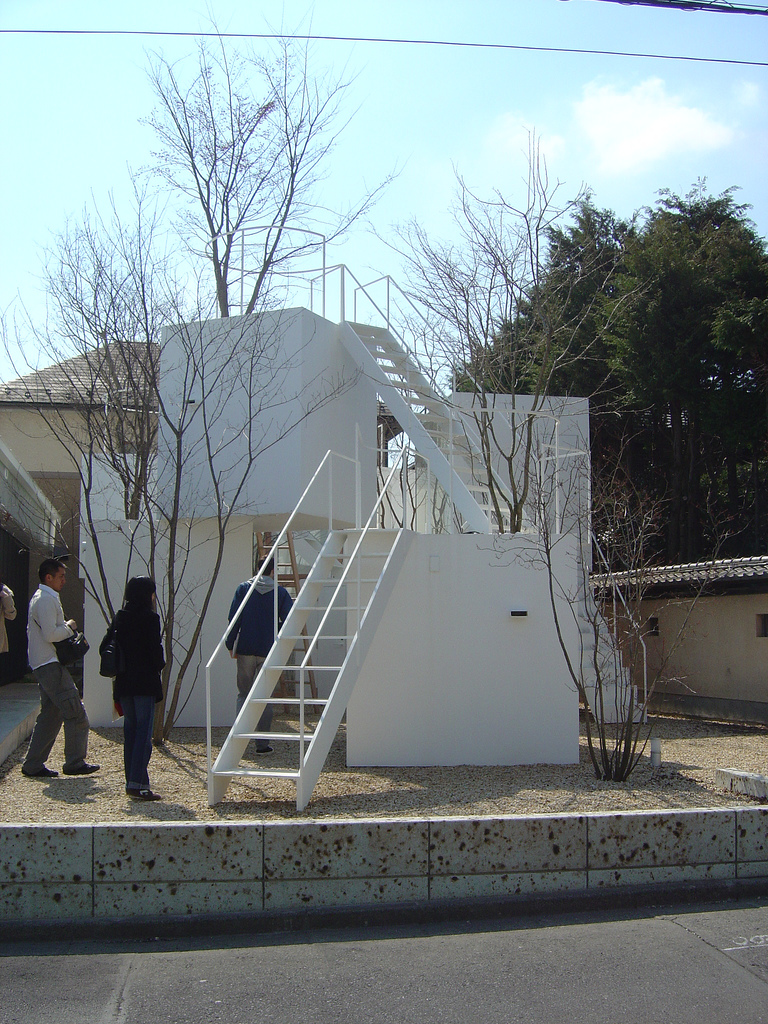
House before House, Utsunomiya
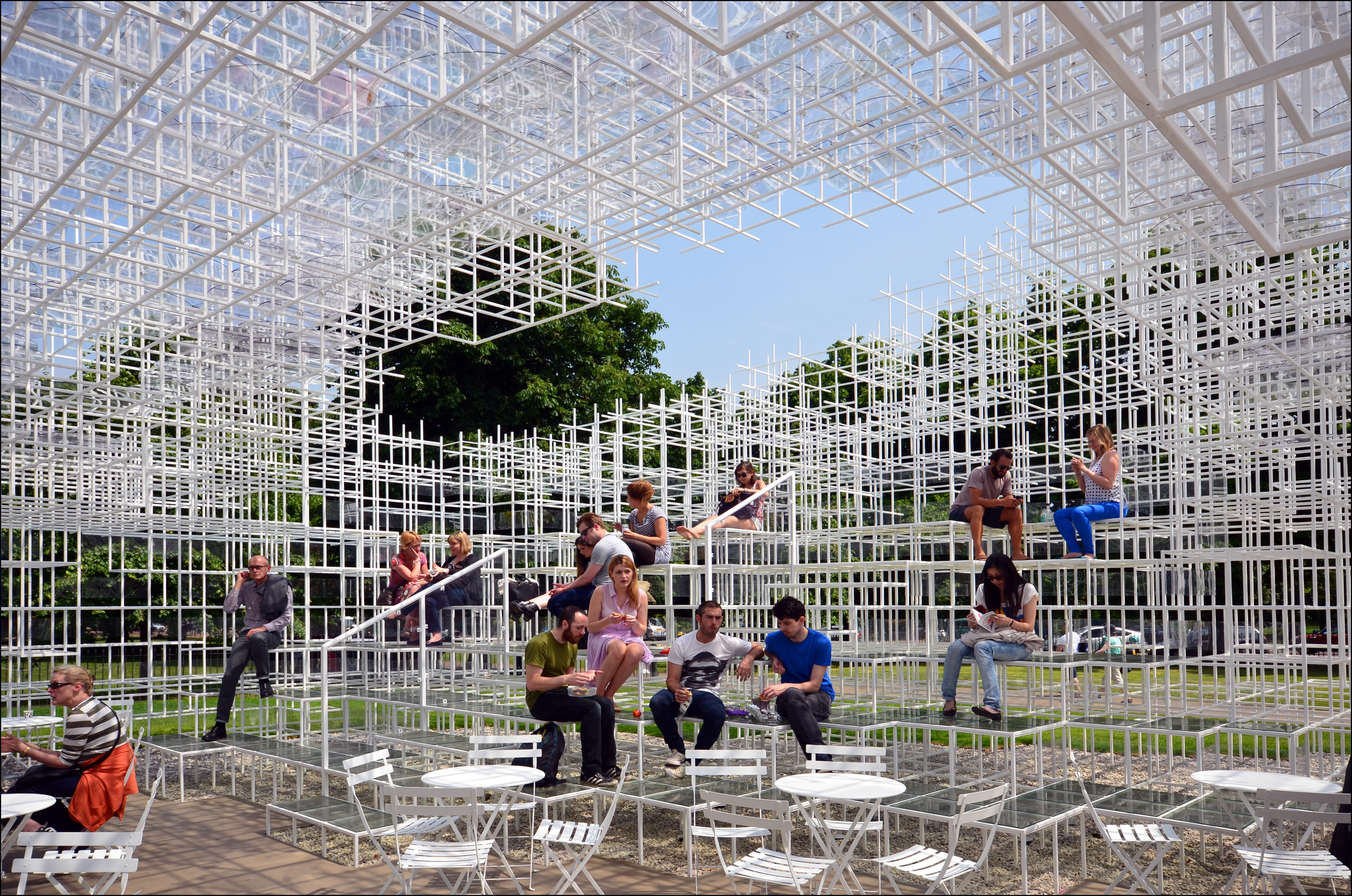
Padiglione della Serpentine Gallery, Londra

### Progetti in corso
- dal 2011: Taiwan Tower, Taichung (Taiwan)[26]